# Fontenay-aux-Roses
Fontenay-aux-Roses ist eine südwestlich von Paris gelegene Stadt mit 24.586 Einwohnern (Stand 1. Januar 2022) im Département Hauts-de-Seine in der Region Île-de-France. Die Entfernung zum Zentrum von Paris beträgt etwa neun Kilometer. Mit den Gemeinden Bagneux, Clamart und Malakoff ist die Stadt Mitglied in der Communauté d’agglomération Sud de Seine. Außer Bagneux und Clamart grenzen die Gemeinden Châtillon, Le Plessis-Robinson und Sceaux unmittelbar an das Stadtgebiet.
Fontenay war im 17. Jahrhundert Exklusivlieferant der namensgebenden Rosen an den Hof Ludwigs XIV. Vor ihrem Umzug nach Lyon war Fontenay Sitz einer École normale supérieure für Studentinnen. 
Am 27. November 1960 unternahm der französische Maler, Bildhauer und Performancekünstler Yves Klein in der Rue Gentil-Bernard in Fontenay-aux-Roses seinen berühmten Sprung in die Leere, eine Performance, die von Harry Shunk und John Kender fotografiert wurde.
Die französische Atomenergiebehörde CEA unterhält ein Kernforschungszentrum in Fontenay.
Fontenay ist mit einer Station der Nahverkehrslinie RER B an das öffentliche Schienennetz angeschlossen.

## Bevölkerungsentwicklung
| Jahr      | 1793 | 1851  | 1891  | 1911  | 1931  | 1946  | 1962   | 1975   | 1982   | 1990   | 1999   | 2007   |
| Einwohner | 942  | 1.176 | 2.652 | 4.463 | 6.870 | 7.455 | 20.237 | 25.596 | 23.915 | 23.322 | 23.537 | 23.800 |

Quelle: ab 1962 INSEE, 2007: Schätzung

## Städtepartnerschaften
Eine der Partnerstädte von Fontenay-aux-Roses ist die deutsche Stadt Wiesloch in Deutschland. Beide Städte betreiben seit 1974 diese Partnerschaft; im jährlichen Wechsel besuchen sich Delegationen beider Städte, um diese Partnerschaft weiter auszubauen. 
Weitere Partnerschaften bestehen seit 1982 mit der Stadt Elstree-Borehamwood im Vereinigten Königreich und seit 2003 mit Antananarivo, der Hauptstadt Madagaskars.

## Baudenkmäler
Siehe: Liste der Monuments historiques in Fontenay-aux-Roses

## Töchter und Söhne der Stadt
- Florestine von Monaco (1833–1897), Tochter aus dem Haus Grimaldi, durch Heirat Herzogin von Urach und Gräfin von Württemberg
- Pierre Bonnard (1867–1947), französischer Maler des Impressionismus und Symbolismus
- Bernard Aubertin (1934–2015), bildender Künstler, Vertreter der ZERO-Bewegung
- Cédric Kahn (* 1966), französischer Regisseur, Drehbuchautor und Schauspieler
- Dieudonné M’bala M’bala (* 1966), französischer Komiker und Rechtsextremist
- Laurent Aïello (* 1969), Autorennfahrer – 1998 Sieger beim 24-Stunden-Rennen von Le Mans
- Swann Arlaud (* 1981), Schauspieler
- Aatif Chahechouhe (* 1986), marokkanischer Fußballer
- Adrien Moerman (* 1988), französischer Basketballspieler
- Ilona Mitrecey (* 1993), Sängerin

## Persönlichkeiten
- Jacques Le Chevallier (1896–1987), Glaskünstler, Maler, Graveur
- Alpha Wann (* 1989), Rapper